# Herman Goldstine
Herman Goldstine (anglès: Herman Heine Goldstine)  (Chicago, 13 de setembre de 1913 - Bryn Mawr, 16 de juny de 2004) va ser un matemàtic i científic de la computació estatunidenc.

## Vida i Obra
Nascut a Chicago, fill d'un advocat, va estudiar a la universitat de Chicago en la qual es va doctorar el 1936 i, a continuació, en va ser investigador assistent. El 1939 es va traslladar a la universitat de Michigan com a professor, però, en entrar els Estats Units a la Segona Guerra Mundial, es va enrolar a l'exèrcit, essent destinat a Stockton (Califòrnia). Mentre es trobava en aquesta ciutat va rebre dues ordres simultànies i contradictòries: un destí a l'Extrem Orient i la incorporació al laboratori de balística de l'exèrcit a Aberdeen (Maryland). Sense dubtar-ho va optar per obeir la segona. Amb el rang de capità, a partir de 1943, va ser un dels líders del projecte ENIAC, fent d'enllaç entre el laboratori de balística i la Moore School of Electrical Engineering de Filadèlfia, on es desenvolupava el projecte. El 1946, acabada la guerra, es va incorporar al projecte EDVAC, co-dirigit per John von Neumann, d'ordinador electrònic binari des de l'Institut d'Estudis Avançats de Princeton, del qual va ser membre permanent a partir de 1951.
El 1958, va deixar l'Institut per dirigir el departament de recerca d'IBM, als voltants de Nova York. El 1967 va ser nomenat fellow de la IBM, de la qual es va retirar el 1973. En retirar-se, va retornar a Princeton, fins que el 1984 va ser nomenat director executiu de la Societat Filosòfica Americana i es va traslladar a Filadelfia. Al acabar el seu mandat el 1997, es va retirar a una residencia a Bryn Mawr, on va morir el 2004.
La seva esposa, Adele Goldstine (nascuda Katz), a qui va conèixer mentre era a Michigan i que va ser la programadora principal del ENIAC, va morir d'un llarg i penós càncer el 1964 i, el 1966, es va tornar a casar amb Ellen Watson.
Goldstine, juntament amb von Neumann i John Mauchly, van ser uns dels artífexs dels moderns ordinadors. Moltes de les idees bàsiques del seu funcionament es troben en els seus treballs: l'ús del sistema binari, la programació memoritzada, els diagrames de flux... Interessat també per la filosofia i la història, el 1972 va publicar The Computer from Pascal to von Neumann, llibre en el qual analitzava les nocions bàsiques d'una ciència que estava acabant de néixer.